# Это прибыло со дна моря
«Это прибыло со дна моря» (англ. It Came from Beneath the Sea) — американский научно-фантастический фильм ужасов 1955 года, снятый в поджанре «фильм о монстрах».
Синопсис: Гигантский осьминог (с шестью щупальцами), прибывший из Филиппинского жёлоба, свирепствует вдоль западного побережья Северной Америки после того, как получил сильное радиоактивное облучение в результате ядерных испытаний в южной части Тихого океана. В частности, он разрушает Сан-Франциско, уделяя особое внимание мосту «Золотые ворота».

## Сюжет
Атомная подводная лодка, совершающая испытательный рейс в Тихом океане под командованием коммандера Пита Мэтьюза, сталкивается с мощным сонарным отражением. Неспособная обогнать объект и вообще что-либо сделать с ним, субмарина получает повреждения, но находит силы вырваться и добраться до гавани Пёрл-Харбор. При внешнем обследовании лодки обнаруживается органическая ткань огромного морского существа.
На эту военно-морскую базу для консультации вызвана команда морских биологов: профессор Лесли Джойс и доктор Джон Картер из Гарварда; они идентифицируют эту ткань как часть гигантского осьминога. Военные поначалу относятся к этому скептически, но вскоре меняют своё мнение после получения нескольких сообщений о пропавших купающихся и кораблях, которые были утянуты под воду каким-то огромным морским существом. Оба учёных приходят к выводу, что это животное родом из глубин Филиппинского жёлоба, и оно было вынуждено покинуть свою естественную среду обитания из-за испытаний водородной бомбы в этом регионе, которые сделали гигантского осьминога радиоактивным и лишили его естественных запасов пищи.
Продолжают поступать тревожные сообщения: исчез небольшой японский рыболовецкий флот и лодка сибиряков, охотящихся на тюленей; произошло нападение на канадское грузовое судно, с которого несколько моряков смогли спастись на плоту. Выживших опрашивают психиатры, первый моряк начинает рассказывать о гигантских щупальцах, но и он и его коллеги быстро смекают, что после рассказа правды они могут попасть в сумасшедший дом, поэтому замолкают. Джойс, используя своё обаяние, всё-таки добивается от первого моряка честного подробного описания произошедшего. Правительство США прекращают все морские перевозки в северной части Тихого океана, не раскрывая общественности причину. Картер вылетает на вертолёте в океан, чтобы попытаться разыскать пропавший корабль, а Мэтьюз и Джойс отправляются в соседний штат, чтобы проверить сообщение о пяти пропавших людях на побережье Орегона.
Местный шериф Билл Нэш отвозит Мэтьюза и Джойс на место нападения, где они находят отпечаток гигантской присоски на песке пляжа (именно в этот момент у пары возникают романтические чувства друг к другу). Через некоторое время гигантский осьминог нападает на троицу, Нэш утащен в океан, Мэтьюз и Джойс с трудом спасаются на  автомобиле. Перед тем как вернуться на базу ВМФ в Сан-Франциско, они в срочном порядке организуют минирование всех акваторий Тихоокеанского побережья.
Электрическая защитная сетка натянута под водой поперёк входа в залив Сан-Франциско, защищая мост «Золотые ворота». Картер летает на вертолёте вдоль береговой линии и приманивает чудовище мёртвыми акулами, пытаясь заманить его к сети. Джойс демонстрирует журналистам специальную атомную торпеду с реактивным двигателем, которую рассчитывают запустить в гиганта. Через несколько часов гигантский осьминог прорывает подводную сеть, лишь разъярённый электрическими ударами, и направляется в сторону Сан-Франциско.
Военные приказывают закрыть «Золотые ворота»; Картер узнаёт, что электрическая цепь была оставлена включённой, поэтому мчится к мосту, чтобы отключить её. Чудовище нападает на мост, электрические удары раздражают его всё больше и больше. Мэтьюз в последнюю минуту спасает Картера — за мгновение до того, как гигантское щупальце обрушивает секцию моста.
Жители Сан-Франциско впадают в панику и толпами покидают город. Военные пытается эвакуировать Эмбаркадеро и Паромный вокзал, которые разрушены чудовищем. Гибнет всё больше и больше людей, и наконец Министерство обороны разрешает Мэтьюзу вывести подводную лодку и запустить торпеду; Картер присоединяется к капитану на борту, а Джойс остаётся на базе.
Огнемётами осьминог отогнан обратно в океан. Когда Мэтьюз выпускает торпеду в гиганта, он хватает подводную лодку. Капитан одевает акваланг, подплывает к чудовищу и устанавливает на его теле заряды взрывчатки. Однако происходит преждевременная детонация и Мэтьюз теряет сознание от взрывной волны. На помощь товарищу выплывает Картер, он стреляет в глаз осьминогу, заставляя его освободить подводную лодку; затем учёный отволакивает Мэтьюза в безопасное место. Лодка возвращается на базу, чудовище уплывает в открытый океан; торпеда взрывается, уничтожая монстра.
Мэтьюз, Джойс и Картер отмечают победу в ресторане, капитан делает предложение учёной, и та принимает его.

## В ролях
| В порядке указания в титрах - Кеннет Тоби — коммандер Пит Мэтьюз, командир подводной лодки - Фейт Домерг — профессор Лесли Джойс - Дональд Кёртис — доктор Джон Картер - Иэн Кейт — адмирал Бёрнс - Дин Мэддокс-младший — адмирал Норман - Чак Гриффитс — лейтенант Грифф - Гарри Лотер — Билл Нэш, шериф - Ричард У. Питерсон — капитан Стейси | В титрах не указаны - Тол Эйвери — матрос-стажёр - Уильям Брайант — пилот вертолёта - Дел Кортни — Роберт Дэвид Чейз, военно-морской министр - Рой Энджел — офицер в контрольной комнате, приказывающий сбросить сеть - Эдди Фишер — МакЛеод - Жуль Ирвинг — Кинг - С. Джон Лонер — военно-морской врач - Билл Вудсон — рассказчик за кадром в начале фильма (только озвучивание) - Чарльз Шнеер — массовка |

## Производство и показ
В фильме активно применяется техника «покадровая анимация», за их грамотное сочетание с обычными съёмками отвечал известный художник и дизайнер Рэй Харрихаузен.
Продюсером ленты выступил малоизвестный на тот момент Чарльз Шнеер (также снялся в массовке без указания в титрах) под руководством известного Сэма Кацмана (в титрах указан как «исполнительный продюсер»), который был известен своими работами над малобюджетными фильмами, приносящими в итоге непропорционально высокую прибыль своим создателям. Бюджет картины составил 150 000 долларов (примерно 1,719 млн долларов в ценах ноября 2023 года), в прокате она собрала 1 700 000 долларов (примерно 19,477 млн долларов в ценах ноября 2023 года).
Шнеер сказал, что идея фильма была вдохновлена первым взрывом водородной бомбы на Маршалловых островах; и по его мнению, если бы какое-то существо вышло из глубин «и затем разрушило мост „Золотые ворота“, то это был бы адский фильм». Названием картины утвердили «Это прибыло со дна моря» (англ. It Came from Beneath the Sea), чтобы явно присутствовала пародия на «Оно пришло из далёкого космоса» (англ. It Came from Outer Space — фильм 1953 года). Также Шнеер не скрывал, что на «Это…» сильно повлияли спецэффекты ленты «Чудовище с глубины 20 000 саженей» (1953).
Бо́льшая часть съёмок прошла на Военно-морской верфи Сан-Франциско, несколько обычных моряков получили в фильме небольшие роли без указания в титрах. Продюсеру и режиссёру правительство города отказало в их запросе провести съёмки на самом мосту «Золотые ворота», поэтому Шнеер придумал следующую схему: он приказал установить камеру в кузов грузовика-хлебовоза и несколько раз проехать на нём взад-вперёд по мосту, снимая необходимые кадры.
Роль «атомной подводной лодки, уничтожившей гигантского осьминога» «исполнила» дизель-электрическая субмарина USS Cubera (на службе ВМФ США с 1945 по 1972 год, затем передана Венесуэле).
Согласно кинобазе IMDb, премьера фильма состоялась в США 18 июня 1955 года (ограниченный показ), затем 22 июня (в городе Лонг-Бич, штат Калифорния). Позже в 1950-х годах лента была показана в тринадцати других странах, в том числе в СССР в 1957 году. В октябре 2018 года картина была официально представлена в России и на Украине.
Фильм был показан в т. н. «двойном сеансе» с картиной «Существо с атомным мозгом».

## Критика и восприятие
Фильм ждал коммерческий успех: его сборы превысили бюджет более чем в 11 раз, за пять лет он был официально показан в тринадцати странах, не считая США. Это сподвигло Чарльза Шнеера продолжить сотрудничество с Рэем Харрихаузеном, и в следующем году вышла ещё одна их работа: «Земля против летающих тарелок» (бюджет неизвестен, сборы — 1,25 млн долларов; за год официальный показ состоялся в восьми странах, не считая США). В дальнейшем Шнеер и Харрихаузен создали вместе ещё около десятка фильмов.
- Time Out. «…незначительный вклад в ряд фильмов 50-х, изображающих научно-фантастическую паранойю перед радиацией»[10].
- Новозеландский журнал Moria. «Бо́льшая часть фильма рассказана в бесстрастном, плоскостном стиле, который больше похож на документальную картину об армейской подготовке, чем на драматическую ленту. Проблема в том, что нужно просмотреть три четверти фильма, чтобы дождаться эпизодов с монстрами… Конечно, когда появляются кульминационные сцены массового разрушения, они великолепны»[11].
- AllMovie. «Фильм использует элементы документальной картины с повествованием за кадром, из-за чего его первая половина кажется почти кинохроникой, что придает действию большу́ю непосредственность. И всё это представлено в прохладной, лаконичной реалистичной манере, с сильным, но убедительно заявленным тоном мачо. Всё это сделало первые 15 минут ленты почти неотразимо напряженными и дало Харрихаузену одну из лучших ролей, о которых только можно было мечтать, благодаря его спецэффектам»[12].
- Леонард Малтин. «…захватывающие спецэффекты…»
- Radio Times. «…классический фильм о монстрах… Предсказуемая ерунда, но хорошее развлечение 1950-х…»[13]
- mmmrecordings.com «Сценарий Джорджа Уорфина Йэтса[англ.] и Хэла Смита не раскрывает никакой новой драматургической основы, поскольку он надёжно копирует формулу, изложенную в фильмах Харрихаузена «Чудовище с глубины 20 000 саженей» и «Они!» с добавлением некоторого лишнего повествования, чтобы попытаться убедить нас в фактическом характере происходящего… Не рискуя с сюжетом, сценаристы неосознанно ещё больше объединили сюжетные моменты, которые ленивые продюсеры и сценаристы превращали в клише фильмов о гигантских монстрах на протяжении пятидесятых… В сюжет — предположительно, чтобы понравиться женщинам — был добавлен мягкий романтический треугольник между пышнотелым морским биологом (Фейт Домерг), бравым командиром подводной лодки (Кеннет Тоби) и блестящим, но занудным профессором Гарварда (Дональд Кёртис[англ.]). Неудивительно, что женщина предпочитает военную дымовую трубу яйцеголовому. Но фильм заслуживает некоторой похвалы за то, что предлагает нам „новую породу женщин“, которые хотят работы и уважения не меньше, чем мужчины, и она доказывает это, крича как можно меньше во время происходящего»[9].

В 2007 году вышел коллекционно-подарочный DVD, озаглавленный Ray Harryhausen Collectible Giftset. На нём присутствовали три фильма Рэя Харрихаузена с многочисленными дополнительными материалами, в том числе и «Это прибыло со дна моря».